# Hjalmar Arleman
Karl Hjalmar Knut Arleman (fram till 1908 Andersson), född 26 september 1880 i Stockholm, död 1956 i Bromma, var en svensk bildkonstnär, tecknare, grafiker och lutsångare. Han var far till Marika Arleman-Leander.
Arleman var först musiker vid ett kavalleriregemente. Han studerade sedan både vid Musikkonservatoriet och Konstakademien (1906–1911) och senare vid Tallbergs etsningsskola. Arleman företog därefter studieresor i Tyskland, Nederländerna och Frankrike. Arleman var främst verksam som grafiker, men utförde särskilt på senare år oljemålningar, mestadels porträtt. 
Arleman var från 1916 lärare i teckning och sång vid Skaraborgs läns folkhögskola (Stenstorp, senare Axvall) och var från 1918 bosatt i Broddetorp. Han blev något av en bygdeskildrare, som tecknade och målade av folket och landskapet runt Hornborgasjön eller valde motiv från Varnhem, Axvall eller Skara. Han var verksam i hembygdsfrågor och en drivande kraft bakom iståndsättningen av fornlämningsområdet Ekornavallen. 1926 flyttade han till Bromma.
Han är representerad på Moderna museet i Stockholm samt på Victoria and Albert Museum i London.
Han har även varit verksam som kompositör av visor, och har skrivit och illustrerat barnböckerna Pappas och Mikas underbara resa (1924), Mikas marknadsresa (1924) och Prinsessan som tappade sin krona (1927, tillsammans med hustrun Anna). 
Han var med och grundade sällskapet Visans vänner (1936) tillsammans med bland andra Evert Taube, sedan familjen flyttat till Bromma i slutet av 1920-talet. Som lutsångare gav han konserter i Stockholm, Köpenhamn och runt om i Sverige och framträdde även i radio. Särskilt populära blev hans musikaftnar med Bellmans och Dan Anderssons visor.
Hjalmar Arleman är begravd på Säters kyrkogård i Dalarna.